# Exilisia leighi
Exilisia leighi är en fjärilsart som beskrevs av De Toulgoët 1956. Exilisia leighi ingår i släktet Exilisia och familjen björnspinnare. Inga underarter finns listade i Catalogue of Life.